# روزا فالديون
روزا فالديون (من مواليد 17 ديسمبر 1960) سياسية وطبيبة إسبانية. روزا فالديون عضو في حزب الشعب في قشتالة وليون. شغلت منصب وزيرة الاقتصاد والمالية في قشتالة وليون من 8 يوليو 2015 إلى 10 سبتمبر 2016. شغلت منصب عمدة زامورا من 2007 إلى 2015. كانت روزا فالديون أيضًا المدعية العامة لمحكمة قشتالة وليون. شغلت روزا فالديون منصب المدير العام للصحة العامة في المجلس العسكري لقشتالة وليون من 2001 إلى 2003.

## السيرة الشخصية
ولدت روزا فالديون في تورو زامورا بإسبانيا. درست في جامعة سالامانكا. كانت روزا نائبة رئيس المجلس العسكري في قشتالة وليون من عام 2015 إلى عام 2016. عملت روزا فالديون كمفتش طبي للضمان الاجتماعي. روزا هي عضوة في اللجنة التنفيذية الوطنية لحزب الشعب. انتخبت أيضًا عضوًا في مجلس الأسرة وتكافؤ الفرص في المجلس العسكري لقشتالة وليون من 2003 إلى 2007.